# Stress es tres, tres
Pour plus de détails, voir Fiche technique et Distribution.
Stress es tres, tres est un film espagnol réalisé par Carlos Saura, sorti en 1968.

## Synopsis
Teresa, Fernando et Antonio se rendent en voiture de Madrid à Almeria. Fernando est un industriel qui a du succès dans ses entreprises, mais il croit que sa femme Teresa est la maîtresse de son meilleur ami, Antonio...

## Fiche technique
- Titre original : Stress es tres, tres
- Réalisation : Carlos Saura
- Scénario : Carlos Saura, Angelino Fons
- Décors : Teddy Villalba
- Photographie : Luis Cuadrado
- Montage : Pablo G. del Amo
- Musique : Jaime Pérez
- Production : Elías Querejeta
- Société de production : Elías Querejeta Producciones Cinematográficas
- Société de distribution : Radio Films S.A.E.
- Pays d’origine :  Espagne
- Langue originale : espagnol
- Format : noir et blanc — 35 mm — son Mono
- Genre : drame
- Durée : 94 minutes (1 h 34)
- Dates de sortie : 
  - Espagne : 4 novembre 1968

## Distribution
- Geraldine Chaplin : Teresa
- Juan Luis Galiardo : Antonio
- Fernando Cebrián : Fernando
- Porfiria Sanchíz : Matilde
- Charo Soriano : la femme accidentée
- Humberto Sempere : Pablito
- Fernando Sánchez Polack : Juan